# Étoile Sportive du Sahel
L'Étoile Sportive du Sahel (in arabo النـجـم الرياضي الساحلي, francese per Stella Sportiva del Sahel), nota come Étoile du Sahel, è una società polisportiva tunisina della città di Susa, conosciuta principalmente per la propria sezione calcistica, ma attiva anche in sport come pallacanestro, pallamano, pallavolo, judo, lotta e ginnastica.
Fondato nel 1925 nel centro storico di Susa, il club adottò come colori sociali quelli nazionali tunisini, con maglia rossa e calzoncini bianchi, malgrado l'iniziale opposizione delle autorità francesi, che non vedevano di buon occhio la scelta del cromatismo che richiamava i colori della bandiera tunisina.
È una delle squadre tunisine più titolate, avendo vinto 10 campionati tunisini, 10 Coppe di Tunisia e una Coppa di Lega tunisina in ambito nazionale e una CAF Champions League, 2 Coppe delle Coppe CAF, 2 Coppe CAF, 2 Coppe della Confederazione CAF e 2 Supercoppe CAF e una Coppa dei Campioni araba in ambito internazionale.
È la squadra tunisina che ha vinto più trofei continentali e la prima compagine tunisina ad aver partecipato alla Coppa del mondo per club FIFA, nel 2007, edizione in cui ha raggiunto la semifinale, prima tunisina a riuscire nell'impresa.

## Storia
La polisportiva Étoile Sportive du Sahel fu fondata l'11 maggio 1925 nel centro storico di Susa, durante un incontro pubblico presso la scuola franco-araba di via Laroussi Zarrouk. Il primo presidente eletto fu Chedli Boujemla. Furono scartati i nomi La Soussienne e La Musulmane, cui si preferì il nome Étoile Sportive du Sahel per testimoniare la volontà di rappresentare un territorio più ampio della sola città di Susa. Il protettorato francese in Tunisia riconobbe ufficialmente il club il 17 luglio seguente. Nel marzo 1926 Ali Larbi divenne il presidente della sezione calcistica del club, che si affiliò alla Ligue de Tunisie de Football Association.
I primi dirigenti erano Mohamed Bouraoui, Abdelkader Ben Amor, Abdelhamid Baddaï, Sadok Zmentar, Ali Guermachi, Mohamed Mtir, Benaïssa Hicheri, Béchir Dardour e Tahar Kenani.
La squadra si aggiudicò per la prima volta il titolo tunisino nella stagione 1949-1950, ma colse il secondo successo solo otto anni dopo. Nel 1959, l'anno dopo, la compagine di Susa vinse anche la Coppa del Presidente della Tunisia, oggi Coppa della Tunisia, mentre il 1963 fu l'anno del double titolo nazionale-Coppa di Tunisia.
Negli anni '70 e '80 del XX secolo la squadra faticò a confermarsi su alti livelli, eccezion fatta per le annate 1985-1986 e 1986-1987, quando vinse due campionati consecutivi. Nel 1995 vinse il suo primo trofeo continentale, la Coppa CAF. Due anni dopo vinse campionato nazionale e Coppa delle Coppe CAF. Fu l'inizio di una serie di successi in ambito continentale, con la vittoria della Supercoppa CAF nel 1998 e di un'altra Coppa CAF nel 1999, ma a livello nazionale i risultati non furono altrettanto soddisfacenti.
Nel 2003 la squadra vinse la sua seconda Coppa delle Coppe CAF e l'anno dopo raggiunse per la prima volta la finale della CAF Champions League, il più prestigioso trofeo africano, ma perse contro i nigeriani dell'Enyimba ai tiri di rigore. Anche nella CAF Champions League 2005 la squadra fu sconfitta in finale, dagli egiziani dell'Al-Ahly per 3-0 tra andata e ritorno, ma si consolò aggiudicandosi la Coppa di Lega tunisina, sebbene i risultati in campionato non furono all'altezza.
Nel 2007 l'Étoile si aggiudicò il campionato dopo dieci anni e, per la prima volta, la CAF Champions League superando in finale gli egiziani dell'Al-Ahly, detentori del trofeo dall'edizione 2005 (anno in cui l'avevano vinto proprio contro l'Étoile), grazie alla vittoria per 1-3 in trasferta dopo lo 0-0 dell'andata a Susa. Con questo successo l'Étoile è diventato il secondo club nella storia del calcio – dopo gli italiani della Juventus – ad aver vinto almeno una volta tutte le competizioni ufficiali del continente di appartenenza nonché il primo club della confederazione africana a partecipare alla Coppa del mondo per club, dopo il Raja Casablanca nell'edizione inaugurale del 2000. 
Alla Coppa del mondo per club del 2007, nel quarto di finale che la opponeva ai messicani del Pachuca, ha prevalso per 1-0, guadagnando la semifinale contro il Boca Juniors, seconda africana a riuscire nell'impresa dopo gli egiziani dell'Al-Ahly nel 2006. Nonostante un'ottima gara disputata, ha perso di misura (0-1) contro i più quotati avversari. Alla fine l'Étoile si è classificata quarta, perdendo la finale per il terzo posto contro la formazione giapponese dell'Urawa Red Diamonds per 4-2 ai tiri di rigore (2-2 nei tempi regolamentari e dopo i supplementari).
Nel 2007-2008 la squadra vide sfumare il titolo tunisino perdendo all'ultima giornata, mentre nel 2008-2009 si piazzò terzo, risultato che causò l'esonero dell'allenatore Gernot Rohr, rimpiazzato da Lofti Rhim, a sua volta sostituito, nell'ottobre 2009, da Khaled Ben Sassi, figlio del vice-presidente del club Hamed Kammoun. Il 22 dicembre 2009 fu ingaggiato il direttore generale Piet Hamberg, primo olandese a ricoprire un ruolo simile per un club tunisino. Hamberg non riuscì a terminare la stagione, a causa dell'esonero provocato dalla sconfitta (3-0) contro il Club Africain. Il successore fu il suo vice Mohamed Mkacher, nominato insieme al tecnico della squadra giovanile Naoufel Team. Nel giugno 2010 il ruolo di tecnico fu affidato a Mohamed Fakher, che ebbe a disposizione una rosa rinforzata da numerosi acquisti. 
Negli anni a venire la squadra vinse la Coppa di Tunisia per tre volte, nel 2012, nel 2014 e nel 2015. Un nuovo titolo tunisino fu vinto nel 2016, mentre nel 2017 la squadra si piazzò al secondo posto in campionato e fu sconfitta nella finale di Coppa di Tunisia dall'Espérance (3-0). L'undicesimo titolo nazionale fu messo in bacheca nel 2023.

## Palmarès

### Competizioni nazionali
- Campionato tunisino: 11

1949-1950, 1957-1958, 1962-1963, 1965-1966, 1971-1972, 1985-1986, 1986-1987, 1996-1997, 2006-2007, 2015-2016, 2022-2023
- Coppa di Tunisia: 10

1958-1959, 1962-1963, 1973-1974, 1974-1975, 1980-1981, 1982-1983, 1995-1996, 2011-2012, 2013-2014, 2014-2015
- Coppa di Lega tunisina: 1

2005
- Supercoppa di Tunisia: 3

1973, 1986, 1987

### Competizioni internazionali
- CAF Champions League: 1

2007
- Coppa delle Coppe CAF: 2

1997, 2003
- Coppa CAF: 2

1995, 1999
- Coppa della Confederazione CAF: 2

2006, 2015
- Supercoppa CAF: 2

1998, 2008
- Coppa dei Campioni araba: 1

2018-2019
- Coppa dei Campioni del Maghreb: 1

1973

## Rosa 2019-2020
| N. |                       | Ruolo | Calciatore          |
| -- | --------------------- | ----- | ------------------- |
| 1  | Tunisia (bandiera)    | P     | Walid Kriden        |
| 2  | Tunisia (bandiera)    | D     | Saddam Ben Aziza    |
| 4  | Mali (bandiera)       | D     | Mohamed Konaté      |
| 7  | Tunisia (bandiera)    | A     | Nabil Makni         |
| 8  | Tunisia (bandiera)    | C     | Alaya Brigui        |
| 9  | Algeria (bandiera)    | A     | Karim Aribi         |
| 10 | Tunisia (bandiera)    | C     | Iheb Msakni         |
| 11 | Venezuela (bandiera)  | A     | Darwin González     |
| 13 | Tunisia (bandiera)    | C     | Mortadha Ben Ouanes |
| 13 | Gibilterra (bandiera) | A     | Shaka Bienvenue     |
| 14 | Tunisia (bandiera)    | C     | Mohamed Methnani    |
| 15 | Tunisia (bandiera)    | D     | Zied Boughattas     |

| N. |                    | Ruolo | Calciatore             |
| -- | ------------------ | ----- | ---------------------- |
| 16 | Tunisia (bandiera) | P     | Mekram Bediri          |
| 17 | Tunisia (bandiera) | A     | Yassine Chikhaoui      |
| 18 | Tunisia (bandiera) | C     | Firas Ben Larbi        |
| 19 | Tunisia (bandiera) | C     | Maher Hannachi         |
| 20 | Tunisia (bandiera) | C     | Malek Baayou           |
| 22 | Tunisia (bandiera) | A     | Hazem Haj Hassen       |
| 24 | Tunisia (bandiera) | D     | Ahmed Raddaoui         |
| 25 | Tunisia (bandiera) | C     | Karim Aouadhi          |
| 27 | Tunisia (bandiera) | P     | Achraf Krir            |
| 28 | Gambia (bandiera)  | C     | Adama Jammeh           |
| 29 | Tunisia (bandiera) | C     | Mohamed Amine Ben Amor |
| 30 | Tunisia (bandiera) | A     | Yosri Hamza            |

## Rosa 2015-2016
| N. |                    | Ruolo | Calciatore       |
| -- | ------------------ | ----- | ---------------- |
| 1  | Tunisia (bandiera) | P     | Aymen Mathlouthi |
| 2  | Tunisia (bandiera) | D     | Chiheb Ben Fradj |
| 3  | Tunisia (bandiera) | D     | Ghazi Abderrazak |
| 4  | Tunisia (bandiera) | D     | Saddam Ben Aziza |
| 5  | Tunisia (bandiera) | D     | Ammar Jemal      |
| 7  | Tunisia (bandiera) | C     | Hamza Lahmar     |
| 8  | Tunisia (bandiera) | C     | Alaya Brigui     |
| 9  | Tunisia (bandiera) | A     | Ahmed Akaïchi    |
| 10 | Tunisia (bandiera) | C     | Iheb Msekni      |
| 11 | Tunisia (bandiera) | C     | Issam Jbali      |
| 23 | Tunisia (bandiera) | C     | Houssein Nater   |
| 13 | Guinea (bandiera)  | A     | Alkhali Bangoura |
| 15 | Tunisia (bandiera) | D     | Zied Boughattas  |

| N. |                    | Ruolo | Calciatore             |
| -- | ------------------ | ----- | ---------------------- |
| 18 | Tunisia (bandiera) | A     | Diogo Acosta DaSilva   |
| 19 | Tunisia (bandiera) | A     | Sofien Moussa          |
| 21 | Tunisia (bandiera) | D     | Hamdi Nagguez          |
| 22 | Tunisia (bandiera) | P     | Mohamed Zied Jebali    |
| 20 | Tunisia (bandiera) | C     | Nidhal Said            |
| 24 | Tunisia (bandiera) | C     | Mohamed Slama          |
| 26 | Tunisia (bandiera) | D     | Rami Bedoui            |
| 27 | Tunisia (bandiera) | C     | Aymen Trabelsi         |
| 28 | Tunisia (bandiera) | C     | Fehmi Kacem            |
| 29 | Tunisia (bandiera) | D     | Mohamed Amine Ben Amor |
| 17 | Tunisia (bandiera) | D     | Marouene Tej           |